# Navy Midshipmen football
La squadra di football dei Navy Midshipmen rappresenta la United States Naval Academy. I Midshipmen competono nella Football Bowl Subdivision (FBS) della National Collegiate Athletics Association (NCAA) e nella American Athletic Conference. La squadra è allenata dal 2023 da Chet Gladchuk Jr. Gioca le sue gare interne al Navy–Marine Corps Memorial Stadium di Annapolis, Maryland e le sue rivalità principali sono con gli Army Black Knghts, gli Air Force Falcons, i Johns Hopkins Blue Jays, i Notre Dame Fighting Irish, i Maryland Terrapins e gli SMU Mustangs.
L’Accademia Navale ha disputato la sua ultima stagione come indipendente (non membro cioè di una conference) nel 2014, divenendo membro dell’American Athletic Conference nella stagione 2015. Navy ha 19 giocatori e tre allenatori inseriti nella College Football Hall of Fame e ha vinto il titolo nazionale nel 1926 secondo i selettori Boand System e Houlgate. La squadra del 1910 ebbe una stagione da imbattuta e il suo unico pareggio fu per 0-0.
Navy compete con gli storici rivali di Army nel tradizionale Army–Navy Game, l’ultima partita della stagione regolare. Le tre maggiori accademie, Army, Navy, e Air Force, competono per il Commander-in-Chief's Trophy.

## Conference di appartenenza
- Independente (1879–2014)
- American Athletic Conference (2015–presente)

## Titoli nazionali
Nella stagione 1926 terminarono imbattute tre squadre con record quasi identici, portando Navy a condividere il titolo nazionale con Stanford e Alabama. Un pareggio per 7–7 tra Alabama e Stanford nel Rose Bowl 1927 diede a Stanford un bilancio di 10-0-1, mentre i Crimson Tide e i Midshipmen ebbero lo stesso record di 9–0–1.
I Midshipmen aprirono la stagione '26 con un nuovo capo-allenatore, Bill Ingram. Una stella nel football a Navy dal 1916 al 1918, Ingram prese le redini di una squadra che nelle ultime due stagioni aveva vinto complessivamente solo sette gare. Una delle chiavi della stagione 1926 fu il potente attacco guidato dall’offensive tackle All-America e capitano Frank Wickhorst, che portò dei blocchi efficaci all’attacco di Navy. Un altro membro fu Tom Hamilton, quarterback e placekicker che sarebbe stato premiato come All-America.
La più grande vittoria di Navy quell’anno fu contro Michigan davanti a 80.000 tifosi a Baltimora. I Mids segnarono 10 punti nel secondo tempo, battendo a sorpresa i Wolverines per 10–0. L’attacco guadagnò 165 yard grazie a Hamilton e Henry Caldwell che segnò l’unico touchdown della partita.
Navy arrivò all’ultima partita contro Army su un record di 9–0 La gara si giocò a al Soldier Field di Chicago, costruito per onorare i morti della prima guerra mondiale. Fu perciò naturale che Army e Navy fossero invitate a giocare la sua gara inaugurale. James R. Harrison del New York Times descrisse la gara come "la più grande del suo tempo e uno spettacolo nazionale." Oltre 110.000 persone videro i Midshipmen portarsi in vantaggio per 14–0, solo per poi trovarsi in svantaggio per 21–14 all’inizio del terzo quarto. L’attacco di Navy rispose con il suo gioco sulle corse guidato dal running back Alan Shapley, che segnò un touchdown su una corsa da 8 yard. Army tentò di tornare in vantaggio ma sbagliò un field goal da 25 yard.
Il pareggio diede ai Midshipmen la condivisione del titolo nazionale secondo le classifiche retroattive basate sui sistemi matematici di William Boand e Deke Houlgate.

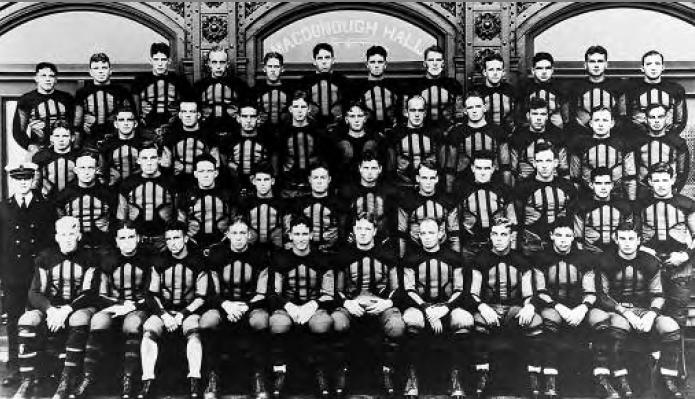
La squadra campione nazionale del 1926

| Stagione | Allenatore  | Selettore                     | Record | Class. AP | Class. All. |
| -------- | ----------- | ----------------------------- | ------ | --------- | ----------- |
| 1926     | Bill Ingram | Boand System, Houlgate System | 9–0–1  | –         | –           |

## Numeri ritirati
| N° | Giocatore         | Ruolo | Anni    | Anno | Note        |
| -- | ----------------- | ----- | ------- | ---- | ----------- |
| 12 | Roger Staubach    | QB    | 1961–63 | 1965 |             |
| 19 | Keenan Reynolds   | QB    | 2012–15 | 2016 | [ 3 ]       |
| 27 | Joe Bellino       | HB    | 1958–60 | 1960 | [ 3 ] [ 4 ] |
| 30 | Napoleon McCallum | RB    | 1981–85 |      | [ 3 ] [ 5 ] |

## Premi individuali

### Heisman Trophy
- Joe Bellino – 1960
- Roger Staubach – 1963

### Maxwell Award
- Ronald Beagle – 1954
- Bob Reifsnyder – 1957
- Joe Bellino – 1960
- Roger Staubach – 1963